# شان کامینگز
شان کامینگز (انگلیسی: Shaun Cummings؛ زادهٔ ۲۵ فوریهٔ ۱۹۸۹) یک بازیکن فوتبال اهل بریتانیا است.
وی همچنین در تیم ملی فوتبال جامائیکا بازی کرده است.